# Ähijärve Vahejärv
Ähijärve Vahejärv (est. Vahejärv (Ähijärve Vahejärv)) – jezioro w Estonii, w prowincji Võrumaa, w gminie Antsla.  Położone jest na południe od wsi Ähijärve. Ma powierzchnię 0,2 ha. Sąsiaduje z jeziorami Ähijärve Peräjärv, Ahnõjärv, Pautsjärv, Ähijärve Kogrõjärv. Położone jest na terenie Parku Narodowego Karula.